# Альбрехт Брауншвейг-Вольфенбюттельський
Альбрехт Брауншве́йг-Вольфенбюттельський (4 травня 1725 року в Брауншвейгу — 30 вересня 1745 року поблизу Соора) — прусський генерал-майор.

## Життєпис
Він був сином Фердинанда Альбрехта II (1680—1735) та його дружини Антуанетти Амалії (1696—1762).
У 1738 році він став капітаном Гренадерського полку свого брата Фердинанда, з яким того ж року воював проти турків. У жовтні 1743 року він став капітаном Королівської данської кінної гвардії. У 1744 році він отримав дозвіл від батьків приєднатися до англійського генерала Джорджа Вейда в Нідерландах як доброволець. Там він став підполковником. У 1745 році він залишив данську службу, щоб вступити до прусської армії. Тут, бувши генерал-майором, він прийняв командування 39-м піхотним полком, який раніше належав його братові, і брав участь з ним у битві під Гогенфрідбергом. Він загинув 30 вересня в битві при Сурі. Його брат Фрідріх Франц змінив його на посаді командира полку.
Його брат Карл I наказав перенести тіло до Брауншвейзького собору. Там його поховали у сімейному склепі 19 жовтня 1745 року.